# 金正律
金 正律（キム・ジョンリュル）は、韓国のゲームソフト開発会社グラビティの元会長で、現在はサイカングループの会長。

## 人物
20代で会社を設立し成功をおさめ、その後も業界に30年以上携わっている。2006年からは日本のゲーム業界でも活躍している。「死ぬまでゲーム業界にいる」ともインタビューに答えており、生涯現役を宣言している。
2001-2005年のグラヴィティ時代に、日本におけるラグナロクオンライン展開において日本のユーザーに支持されたことから「日本のユーザーに非常に感謝している」と、インタビューでコメントしている。
また、買収したコムシードを通じて、日本における運営会社サイカンゲームズや、コミュニティ企業である
セカンドファクトリーを設立するなどをしている。特にセカンドファクトリーには、ラグナロクオンライン時代から親交のあったRAG-FESの事務局代表である前川浩史を社長に迎え入れ、日本におけるユーザーコミュニティ形成を重要視している。
尚、前川浩史は、セカンドファクトリー社の事業整理後、2008年6月に、サイカンホールディングスへの入社が、コムシード株式会社のIRにより発表されている。
非常にお酒に強い人物として知られ、爆弾酒を数十杯飲んでも平然としていられると言われる。
韓国人ながら流暢な日本語が喋れることで基本的に通訳は要らないが、通訳を兼ねる秘書か専属通訳が同行している。

## 経歴
- 1994年、韓国ゲーム協会KAMMAを創立、会長に就任
- 2000年4月、ラグナロクオンラインを開発したグラヴィティ社設立に出資して会長に就任。
- 2004年9月、東京ゲームショウ2004グラビティブースにて、MMORPGローズオンラインを発表
- 2005年8月31日、ソフトバンク系列2社に株式52.4%を売却。グラビティ会長を辞任。
- 2006年3月、韓国サイカンエンターテイメント社を設立、会長に就任
- 2006年9月、東京ゲームショウ2006にサイカンエンターテイメント社で出展
- 2006年12月13日、日本のモバイルコンテンツ開発会社コムシードの公開買い付けを発表
- 2007年9月、東京ゲームショウ2007にサイカンゲームズ社で出展

## その他
サイカンで開発しているタイトルは次の通り
- バトルアクション『RFC』
- MMOFPS『ペーパーマン』（2008年4月に株式会社ゲームポットへ事業譲渡）
- MMOクロススクロール アクションアーケード『アールマン』
- MMOバトル『バトルブーム』
- オンラインペット&コミュニティ『パピーオン』
- MMOフィッシィング『フィッシングオン』

この他に、コムシードの事業計画書によれば未公表のタイトルが2つあるとされる他、東京ゲームショウでの金会長個別インタビューにおいて、格闘技ゲームの構想があることも明らかにしている。